# Serrat Roig (Casserres)
El Serrat Roig és una muntanya de 587 metres que es troba al municipi de Casserres, a la comarca catalana del Berguedà.